# Saint-Didier-en-Donjon
Saint-Didier-en-Donjon és un municipi francès, situat al departament de l'Alier i a la regió d'Alvèrnia-Roine-Alps. L'any 2007 tenia 270 habitants.

## Demografia

### Població
El 2007 la població de fet de Saint-Didier-en-Donjon era de 270 persones. Hi havia 104 famílies de les quals 32 eren unipersonals (12 homes vivint sols i 20 dones vivint soles), 24 parelles sense fills, 28 parelles amb fills i 20 famílies monoparentals amb fills.
La població ha evolucionat segons el següent gràfic:
Habitants censats

### Habitatges
El 2007 hi havia 155 habitatges, 115 eren l'habitatge principal de la família, 18 eren segones residències i 22 estaven desocupats. 153 eren cases i 1 era un apartament. Dels 115 habitatges principals, 80 estaven ocupats pels seus propietaris, 30 estaven llogats i ocupats pels llogaters i 5 estaven cedits a títol gratuït; 6 tenien dues cambres, 11 en tenien tres, 34 en tenien quatre i 63 en tenien cinc o més. 94 habitatges disposaven pel capbaix d'una plaça de pàrquing. A 53 habitatges hi havia un automòbil i a 49 n'hi havia dos o més.

### Piràmide de població
La piràmide de població per edats i sexe el 2009 era:
| Homes | Edats   | Dones |
| ----- | ------- | ----- |
| 0     | 95 o +  | 0     |
| 0     | 90 a 94 | 0     |
| 8     | 85 a 89 | 8     |
| 0     | 80 a 84 | 4     |
| 12    | 75 a 79 | 4     |
| 4     | 70 a 74 | 4     |
| 12    | 65 a 69 | 8     |
| 4     | 60 a 64 | 16    |
| 0     | 55 a 59 | 0     |
| 12    | 50 a 54 | 8     |
| 4     | 45 a 49 | 12    |
| 20    | 40 a 44 | 8     |
| 12    | 35 a 39 | 4     |
| 20    | 30 a 34 | 20    |
| 12    | 25 a 29 | 4     |
| 0     | 20 a 24 | 4     |
| 12    | 15 a 19 | 0     |
| 4     | 10 a 14 | 8     |
| 16    | 5 a 9   | 16    |
| 4     | 0 a 4   | 8     |

## Economia
El 2007 la població en edat de treballar era de 162 persones, 117 eren actives i 45 eren inactives. De les 117 persones actives 105 estaven ocupades (65 homes i 40 dones) i 11 estaven aturades (4 homes i 7 dones). De les 45 persones inactives 19 estaven jubilades, 10 estaven estudiant i 16 estaven classificades com a «altres inactius».

### Ingressos
El 2009 a Saint-Didier-en-Donjon hi havia 106 unitats fiscals que integraven 263,5 persones, la mediana anual d'ingressos fiscals per persona era de 12.790 €.

### Activitats econòmiques
Dels 14 establiments que hi havia el 2007, 2 eren d'empreses de fabricació d'altres productes industrials, 2 d'empreses de construcció, 2 d'empreses de comerç i reparació d'automòbils, 1 d'una empresa d'hostatgeria i restauració, 1 d'una empresa immobiliària, 4 d'empreses de serveis, 1 d'una entitat de l'administració pública i 1 d'una empresa classificada com a «altres activitats de serveis».
L'únic servei als particulars que hi havia el 2009 era un electricista.
L'any 2000 a Saint-Didier-en-Donjon hi havia 35 explotacions agrícoles que ocupaven un total de 2.704 hectàrees.

## Equipaments sanitaris i escolars
El 2009 hi havia una escola elemental integrada dins d'un grup escolar amb les comunes properes formant una escola dispersa.

## Poblacions més properes
El següent diagrama mostra les poblacions més properes.